# Liste der Monuments historiques in Brugheas
Die Liste der Monuments historiques in Brugheas führt die Monuments historiques in der französischen Gemeinde Brugheas auf.

## Liste der Bauwerke
| Bezeichnung                         | Beschreibung              | Standort | Kennzeichnung | Schutzstatus | Datum | Bild |
| ----------------------------------- | ------------------------- | -------- | ------------- | ------------ | ----- | ---- |
| Schloss (Fotos in der Base Mérimée) | Erbaut im 18. Jahrhundert | (Lage)   | PA00093028    | Inscrit      | 1978  |      |